# Премия журнала Empire (2004)
9-я церемония вручения наград премии «Империя» за заслуги в области кинематографа за 2003 год состоялась 4 февраля 2004 года в отеле The Dorchester, Лондон, Великобритания.

## Список лауреатов и номинантов
| Лучший фильм | Лучший британский фильм |
| --- | --- |
| - Властелин колец: Возвращение короля - Холодная гора - Убить Билла - Пираты Карибского моря: Проклятие Чёрной жемчужины - Люди Икс 2 | - Реальная любовь - Золотая молодёжь - Девочки из календаря - Агент Джонни Инглиш - Молодой Адам |
| Лучший режиссёр | |
| - Квентин Тарантино — Убить Билла - Энтони Мингелла — Холодная гора - Джоэл Коэн и Итан Коэн — Невыносимая жестокость - Питер Джексон — Властелин колец: Возвращение короля - Питер Уир — Хозяин морей: На краю земли                        | |
| Лучшая мужская роль | Лучший британский актёр |
| - Джонни Депп — Пираты Карибского моря: Проклятие Черной жемчужины - Дэниел Дэй-Льюис — Банды Нью-Йорка - Хью Джекман — Люди Икс 2 - Шон Эстин — Властелин колец: Возвращение короля - Вигго Мортенсен — Властелин колец: Возвращение короля | - Энди Серкис — Властелин колец: Возвращение короля - Юэн Макгрегор — Молодой Адам - Иэн Маккеллен — Властелин колец: Возвращение короля - Джуд Лоу — Холодная гора - Орландо Блум — Властелин колец: Возвращение короля                                                |
| Лучшая женская роль | Лучшая британская актриса |
| - Ума Турман — Убить Билла - Кейт Бланшетт — Охота на Веронику - Джулианна Мур — Вдали от рая - Мэгги Джилленхол — Секретарша - Николь Кидман — Холодная гора                                                                                | - Эмма Томпсон — Реальная любовь - Эмили Мортимер — Молодой Адам - Хелен Миррен — Девочки из календаря - Джули Уолтерс — Девочки из календаря - Кира Найтли — Пираты Карибского моря: Проклятие Черной жемчужины                                                        |
| Лучший дебют | Лучшая сцена в фильме |
| - Мартина Маккачон — Реальная любовь - Эндрю Линкольн — Реальная любовь - Элай Рот — Лихорадка - Фенелла Вулгар — Золотая молодёжь - Маккензи Крук — Пираты Карибского моря: Проклятие Черной жемчужины                                      | - Властелин колец: Возвращение короля: The ride of the Rohirrim - Банды Нью-Йорка: The flag speech - Убить Билла: Разборка в доме голубых листьев - Хозяин морей: На краю земли: The opening battle - Пираты Карибского моря: Проклятие Черной жемчужины: The rum scene |
| Honorary Awards | |
| - Empire Inspiration Award: Рэй Харрихаузен - Career Achievement Award: Сигурни Уивер - Independent Spirit Award: Роджер Корман | |

### Несколько наград
| Число наград | Фильм                               |
| ------------ | ----------------------------------- |
| 3            | Реальная любовь                     |
| 3            | Властелин колец: Возвращение короля |
| 2            | Убить Билла                         |

### Несколько номинаций
| Число номинаций | Фильм                                              |
| --------------- | -------------------------------------------------- |
| 8               | Властелин колец: Возвращение короля                |
| 5               | Пираты Карибского моря: Проклятие Черной жемчужины |
| 4               | Холодная гора                                      |
| 4               | Убить Билла                                        |
| 4               | Реальная любовь                                    |
| 3               | Девочки из календаря                               |
| 3               | Молодой Адам                                       |
| 2               | Золотая молодёжь                                   |
| 2               | Банды Нью-Йорка                                    |
| 2               | Хозяин морей: На краю земли                        |
| 2               | Люди Икс 2                                         |